# Sa'a
Sa'a è un comune del Camerun, che fa parte del dipartimento di Lekié nella regione del Centro.